# Homokapsaicin
Homokapsaicin je kapsaicinoid, analog kapsaicinu, obsažený v chilli papričkách (Capsicum). Jedná se o dráždivou látku, tvořící průměrně asi 1 % směsi kapsaicinoidů; jeho pálivost je 8 600 000 SHU, tedy přibližně poloviční oproti kapsaicinu. Jedná se o lipofilní látku, v čisté podobě vytvářející bezbarvé krystaly.
Homokapsaicin má dva izomery, oba obsahují dvojnou vazbu C-C v poloze 6 (čísluje se od amidového uhlíku) na desetiuhlíkovém acylovém řetězci. Oba také mají methylovou skupinu, jeden v poloze 8 a druhý v poloze 9; běžnější je první uvedený. Homokapsaicin s dvojnou vazbou v poloze 7 nebyl v přírodě nikdy nalezen.